# Felipe Villalba
Felipe Santiago Villalba (General Higinio Morínigo, Caazapá, Paraguay, 14 de marzo de 1985) es un futbolista paraguayo.
Anotó 1 gol en 11 partidos para Universitario de Pando.

## Clubes
| Club                       | País     | Año           |
| -------------------------- | -------- | ------------- |
| 3 de Febrero               | Paraguay | 2008–2012     |
| Tacuary                    | Paraguay | 2013–2014     |
| Sportivo Carapeguá         | Paraguay | 2014          |
| Universitario de Pando     | Bolivia  | 2015          |
| Deportivo Santaní          | Paraguay | 2016-presente |
| Club Deportivo Minga Guazú | Paraguay | (actualmente) |

### Participaciones en Copas Nacionales
| Copa               | País     | Resultado     | Partidos | Goles |
| ------------------ | -------- | ------------- | -------- | ----- |
| Copa Paraguay 2018 | Paraguay | Por confirmar | 0        | 0     |